# When We All Fall Asleep, Where Do We Go?
Albums de Billie Eilish
Don't Smile at Me
(2017) Happier Than Ever
(2021)
Singles
1. You Should See Me in a Crown
Sortie : 18 juillet 2018
2. When the Party's Over
Sortie : 17 octobre 2018
3. Bury a Friend
Sortie : 30 janvier 2019
4. Wish You Were Gay
Sortie : 4 mars 2019
5. Bad Guy
Sortie : 29 mars 2019
6. All the Good Girls Go to Hell
Sortie : octobre 2019
7. Xanny
Sortie : décembre 2019
8. Ilomilo
Sortie : 24 Avril 2020

When We All Fall Asleep, Where Do We Go? (stylisé en capitale) est le premier album de longue durée de l'auteure-compositrice-interprète américaine Billie Eilish, co-composé et produit par son frère Finneas O'Connell et sorti le  29 mars 2019. L'album est enregistré dans le studio improvisé de la petite chambre de Finneas, dans la maison familiale située dans le quartier de Highland Park à Los Angeles.
L'album débute à la 1re place du hit-parade américain (Billboard 200 pour la semaine du 7 au 13 avril 2019) et se retrouve n°1 un peu partout dans le monde,. En janvier 2020, l'album s'impose dans les quatre catégories majeures des Grammy Awards :  Album de l’année, Révélation de l’année, Enregistrement de l’année, Album vocal pop et Chanson de l’année pour Bad Guy, alors que Finneas O'Connell est sacré producteur de l'année.

## Liste des pistes
Toutes les chansons sont écrites et composées par Billie Eilish O'Connell et Finneas O'Connell, sauf mention contraire.
| 1.    | !!!!!!!                       |              | 0:14 |
| 2.    | Bad Guy                       |              | 3:14 |
| 3.    | Xanny                         |              | 4:04 |
| 4.    | You Should See Me in a Crown  |              | 3:01 |
| 5.    | All the Good Girls Go to Hell |              | 2:49 |
| 6.    | Wish You Were Gay             |              | 3:42 |
| 7.    | When the Party's Over         | F. O'Connell | 3:16 |
| 8.    | 8                             |              | 2:53 |
| 9.    | My Strange Addiction          | F. O'Connell | 3:00 |
| 10.   | Bury a Friend                 |              | 3:13 |
| 11.   | Ilomilo                       |              | 2:36 |
| 12.   | Listen Before I Go            |              | 4:03 |
| 13.   | I Love You                    |              | 4:52 |
| 14.   | Goodbye                       |              | 1:59 |
| 42:48 |                               |              |      |

| Édition japonaise | Édition japonaise                                  | Édition japonaise | Édition japonaise | Édition japonaise | Édition japonaise | Édition japonaise | Édition japonaise | Édition japonaise | Édition japonaise |
| No                | Titre                                              | Durée             |                   |                   |                   |                   |                   |                   |                   |
| ----------------- | -------------------------------------------------- | ----------------- | ----------------- | ----------------- | ----------------- | ----------------- | ----------------- | ----------------- | ----------------- |
| 15.               | Come Out and Play                                  | 3:30              |                   |                   |                   |                   |                   |                   |                   |
| 16.               | When I Was Older (Music Inspired by the Film Roma) | 4:30              |                   |                   |                   |                   |                   |                   |                   |
| 50:48             |                                                    |                   |                   |                   |                   |                   |                   |                   |                   |

## Classements hebdomadaires
| Classement (2019)                  | Meilleure position |
| ---------------------------------- | ------------------ |
| Allemagne (Media Control AG)       | 3                  |
| Australie (ARIA)                   | 1                  |
| Autriche (Ö3 Austria Top 40)       | 1                  |
| Belgique (Flandre Ultratop)        | 1                  |
| Belgique (Wallonie Ultratop)       | 5                  |
| Canada (Canadian Albums Chart)     | 1                  |
| Danemark (Tracklisten)             | 1                  |
| Écosse (OCC)                       | 1                  |
| Espagne (Promusicae)               | 4                  |
| États-Unis (Billboard 200)         | 1                  |
| Finlande (Suomen virallinen lista) | 1                  |
| France (SNEP)                      | 7                  |
| Irlande (IRMA)                     | 1                  |
| Italie (FIMI)                      | 3                  |
| Norvège (VG-lista)                 | 1                  |
| Nouvelle-Zélande (RIANZ)           | 1                  |
| Pays-Bas (Mega Album Top 100)      | 1                  |
| Portugal (AFP)                     | 1                  |
| Royaume-Uni (UK Albums Chart)      | 1                  |
| Suède (Sverigetopplistan)          | 1                  |
| Suisse (Schweizer Hitparade)       | 1                  |

## Certifications
| Région                                                                                                 | Certification | Ventes/Streams |
| --- | ------------- | -------------- |
| Australie (ARIA)                                                                                       | Platine       | 70 000         |
| États-Unis (RIAA)                                                                                      | 4 × Platine   | 4 000 000*     |
| France (SNEP)                                                                                          | 3 × Platine   | 300 000*       |
| *Ventes selon la certification ^Mise en rayon selon la certification xNon précisé par la certification |               |                |